# El Hadji Diouf
El Hadji Ousseynou Diouf (født 15. januar 1981 i Dakar, Senegal) er en senegalesisk tidligere fodboldspiller, der spillede som angriber. Han spillede i mange engelske klubber, blandt andet Liverpool, Bolton Wanderers, Sunderland, Blackburn Rovers, Doncaster Rovers, og Leeds United. Før han kom til engelsk fodbold i 2002 spillede han for de franske klubber FC Sochaux, Rennes FC samt RC Lens.
Med Liverpool F.C. vandt Diouf i 2003 Carling Cuppen efter finalesejr over Manchester United. Han blev i 2004 udvalgt til FIFA 100, en kåring af de 125 bedste nulevende fodboldspillere gennem historien. Han er desuden blevet kåret til Årets spiller i Afrika i både 2001 og 2002.

## Landshold
Diouf nåede i sin tid som landsholdsspiller (2000-2009) at spille 70 kampe og score 24 mål for Senegals landshold, som han debuterede for i år 2000 i et opgør mod Benin. Han var efterfølgende en del af den senegalesiske trup, der nåede kvartfinalerne ved VM i 2002. Derudover har han tre gange repræsenteret sit land ved African Nations Cup.

## Titler
Carling Cup
- 2003 med Liverpool F.C.